# Айседора Дънкан
Айседора Дънкан (на английски: Dora Angela Duncan, известна като Isadora Duncan) е американска танцьорка от ирландски произход, смятана за основателка на модерния танц. Тя внася в танца естественост, спонтанност и свобода по модела на античните гръцки фигури. Танцува боса, покрита само с няколко воала. Живее в Западна Европа и СССР от 22-годишната си възраст до смъртта си.

## Биография

### Произход и младежки години
Айседора Дънкан е родена в Сан Франциско и е най-малкото от четирите деца на Джоузеф Чарлз Дънкан (1819–1898), банкер, минен инженер и ценител на изкуствата, и Мери Айседора Грей (1849–1922). Нейни братя са Огъстин Дънкан и Реймънд Дънкан, а сестра ѝ Елизабет Дънкан, която също е танцьорка. Скоро след раждането ѝ, баща ѝ е замесен в нелегални банкови сделки и семейството му изпада в изключителна бедност. Родителите ѝ се развеждат, когато е още пеленаче, а майка ѝ се премества със семейството си в Оукланд, Калифорния, където работи като шивачка и учителка по пиано. От 6- до 10-годишна възраст Айседора посещава училище. Тъй като семейството е много бедно, тя и братята и сестра ѝ трябва да допринасят за семейния бюджет, като преподават танци на други деца.
Семейството се мести в Чикаго, а по-късно и Ню Йорк. През 1896 г. Дънкан става част от театралната трупа на Огъстин Дали в Ню Йорк, но скоро тя се разочарова от формата и жадува за различна среда с по-малко йерархия. Баща ѝ, заедно с третата си съпруга и дъщеря им, умират през 1898 г., при катастрофа с британския пътнически параход SS Mohegan край бреговете на Корнуол.
Когато Айседора е на 21 години, семейството се установява в Лондон и тя се отдава на изучаване на изкуството. Посещава Германия, Франция и Русия. Създава свои школи в Русия и САЩ.

### Личен живот
Както в професионалния, така и в личния живот, Дънкан не се придържа към традиционните представи и морал. Тя е бисексуална и атеистка и споменава за своя афинитет към комунизма по време на последното си турне в Съединените щати през 1922–23 г. Тя размахва червен шал, оголва гърдата си на сцената в Бостън и заявява: „Това е червено. Аз също!“
Дънкан ражда две деца, и двете извънбрачни. Първото – Дейдри Беатрис (родена на 24 септември 1906 г.) е от театралния дизайнер Гордън Крейг, а второто – Патрик Огъст (роден на 1 май 1910 г.), от Парис Сингър, един от многото синове на магната на Сингер Корпорейшън, Айзък Сингер. През 1913 г. двете ѝ деца – дъщеря ѝ Дейдри на 7 и синът ѝ Патрик на 5, загиват при автомобилна катастрофа в Париж, когато колата, в която се намират, се преобръща и пада в Сена. След тяхната смърт тя и Сингер се разделят.
След инцидента Дънкан прекарва няколко месеца, възстановявайки се на остров Корфу с брат си и сестра си. След това прекарва няколко седмици в морския курорт Виареджо с актрисата Елеонора Дузе. Фактът, че Дузе току-що е прекъснала връзка с непокорната млада феминистка Лина Полети, подхранва спекулациите относно естеството на връзката между Дънкан и Дузе, но никога не е имало индикации, че двете наистина имат романтична връзка.
В своята автобиография Дънкан разказва, че е молила млад италиански непознат, скулптора Романо Романели, да спи с нея, защото иска друго бебе. Тя забременява от него и ражда син на 13 август 1914 г., но бебето умира малко след раждането.
През 1921 г., след края на Руската революция, Дънкан се премества в Москва, където се запознава с известния поет Сергей Есенин, който е 18 години по-млад. На 2 май 1922 г. те се женят и Есенин я придружава на турне из Европа и САЩ. Бракът обаче е кратък и през май 1923 г. той напуска Дънкан и се връща в Москва. Две години по-късно, на 28 декември 1925 г. е намерен мъртъв в стаята си в хотел в Санкт Петербург при явно самоубийство.
Дънкан има връзка с поетесата драматург Мерседес де Акоста, както е документирано в множество писма, които те си пишат една на друга.

### Смърт
Две години след смъртта на Есенин тя умира при нелепи обстоятелства – возейки се в колата на свой приятел (на 14 септември 1927 г., в Ница, Франция), шалът ѝ се оплита в колелото на автомобила и я задушава преди шофьорът да разбере за инцидента. Погребана е в гробището Пер Лашез.
През 1968 г. биографията ѝ е екранизирана в биографичния филм „Айседора“ (Любовта на Айседора) с участието на Ванеса Редгрейв, Джеймс Фокс и Джейсън Робардс.